# XIV dinastia egípcia
A XIV dinastia egípcia é uma das dinastias que se enquadra no Segundo Período Intermediário, um período da história do Antigo Egito marcado pela decadência do poder central que se seguiu ao Império Médio.
Os seus reis pertencem a dois reinos rivais que existiram em áreas diferentes do Baixo Egito (Delta do Nilo).
Um dos reinos tinha a sua capital em Xois e os seus monarcas controlavam a região ocidental do Delta. Pouco se sabe sobre estes reis, sendo possível que já fossem contemporâneos da XIII dinastia.
O outro reino situava-se na região oriental do Delta e tinha capital Aváris. Foi fundado por Neesi por volta de 1715-1720 a.C. Os seus soberanos tinham uma cultura egípcia, apesar do reino possuir uma grande quantidade de população asiática. É aqui que se fixam os hicsos que a partir daqui acabarão por alargar a sua influência ao Egito.
De acordo com Manetão, esta dinastia é composta por 76 reis e teria reinado durante 184 anos.